# Мино
Мино (јап. 箕面市) град је у Јапану у префектури Осака. Према попису становништва из 2005. у граду је живело 127.135 становника.

## Становништво
Према подацима са пописа, у граду је 2005. године живело 127.135 становника.
| 1995.   | 2000.   | 2005.   |
| ------- | ------- | ------- |
| 127.542 | 124.898 | 127.135 |